# Liste des quartiers de San Francisco
Cet article dresse une liste des quartiers de San Francisco, dans l'État de Californie. La ville de San Francisco est composée d'environ 90 quartiers, tous différents les uns des autres par leur paysage, leur topographie, leur population et leur fonction. Chaque quartier a sa personnalité et ses problèmes et reflète une ou plusieurs composantes de la société américaine. Les agences telles que la SPUR (San Francisco Planning and Urban Renewal) et la SFRA (San Francisco Redevelopement Agency) veillent à la qualité des opérations de redéveloppement urbain, comme récemment sur la rénovation des quartiers de Golden Gateway, de Western Addition ou de Yerba Buena. San Francisco présente l'aspect particulier d'un immense damier s'étalant sur une quarantaine de collines. Une grande partie nord et est de la ville est construite sur des remblais : pour gagner de la place, on a comblé la côte avec des rochers et les décombres du séisme de 1906.
Le célèbre architecte américain Frank Lloyd Wright disait que ce qu'il aimait le mieux à San Francisco, c'était San Francisco.

## Les quartiers

### Ashbury Heights
Parfois appelé HIP par ses habitants, ce quartier a donné son nom à la sous-culture hippie dans les années 1960.

### Bayview
Le quartier de Bayview, dans le sud-est de San Francisco, s'étend le long de Third Street au sud de Evans Avenue, à l'ouest du quartier de Hunter's Point. La Waden Library se situe sur Third Street, entre Quesada et Revere. Bayview est l'un des quartiers les plus pauvres de la ville, à la population majoritairement afro-américaine, et le siège de fréquentes violences urbaines.

### Chinatown

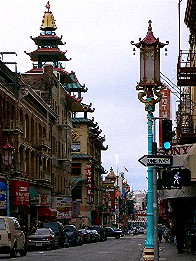
Chinatown

Le quartier chinois est situé à l'ouest du quartier des affaires. La communauté chinoise compte plus de 200 000 représentants. Le Chinatown de San Francisco est le deuxième plus important des États-Unis, derrière celui de New York. Mais il connaît depuis peu un moindre dynamisme : beaucoup de Chinois s'installent désormais au sud-ouest de la ville dans les quartiers de Richmond et Sunset.
Les premiers immigrants chinois sont arrivés ici en 1848 : ils fuyaient la guerre de l'opium et la pauvreté de leur pays. Les principaux monuments datent du début du XXe siècle. De nombreuses boutiques proposent toutes sortes de marchandises (gadgets, plantes médicinales, journaux chinois, souvenirs, etc.). Chaque année, la communauté chinoise organise une grande parade dans les rues de la ville pour célébrer le Nouvel An.
La langue prédominante dans Chinatown est le cantonais.

### Civic Center

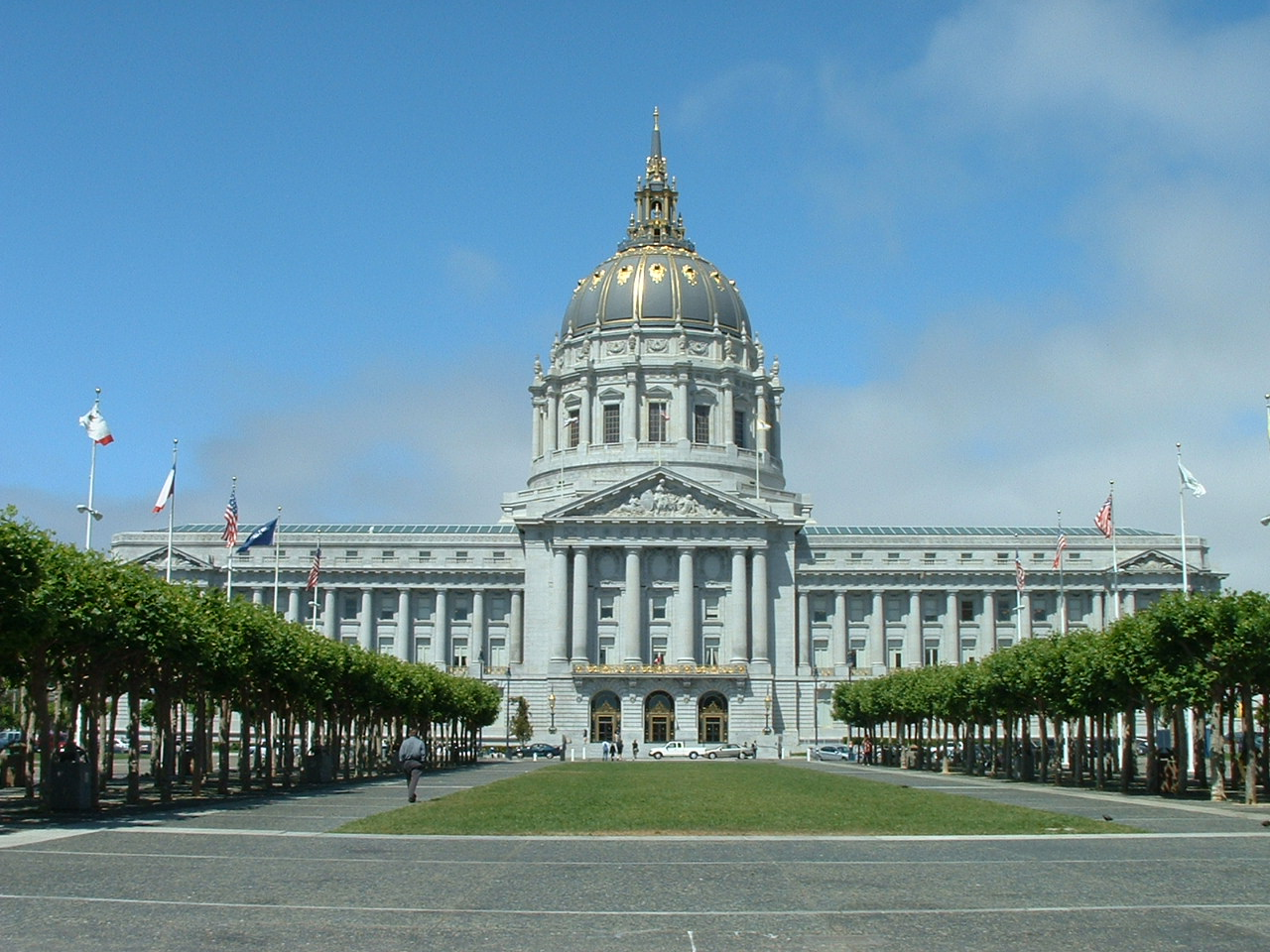
L'hôtel-de-ville, dans le Civic Center

Le quartier « monumental » de San Francisco concentre toutes les grandes institutions politiques et culturelles de la ville : bâtiments fédéraux, salle de concert, opéra de San Francisco, théâtre, bibliothèque municipale... L'hôtel de ville est de facture néo-classique et surmonté d'un dôme monumental de plus de 100 mètres de haut. La cour suprême de Californie et le musée des arts asiatiques sont aussi dans ce quartier.

### Cole Valley
Cole Valley est le quartier situé au sud d'Haight Ashbury, sur les pentes de Twin Peaks. On peut se promener dans le Tank Hill Park.

### Financial District

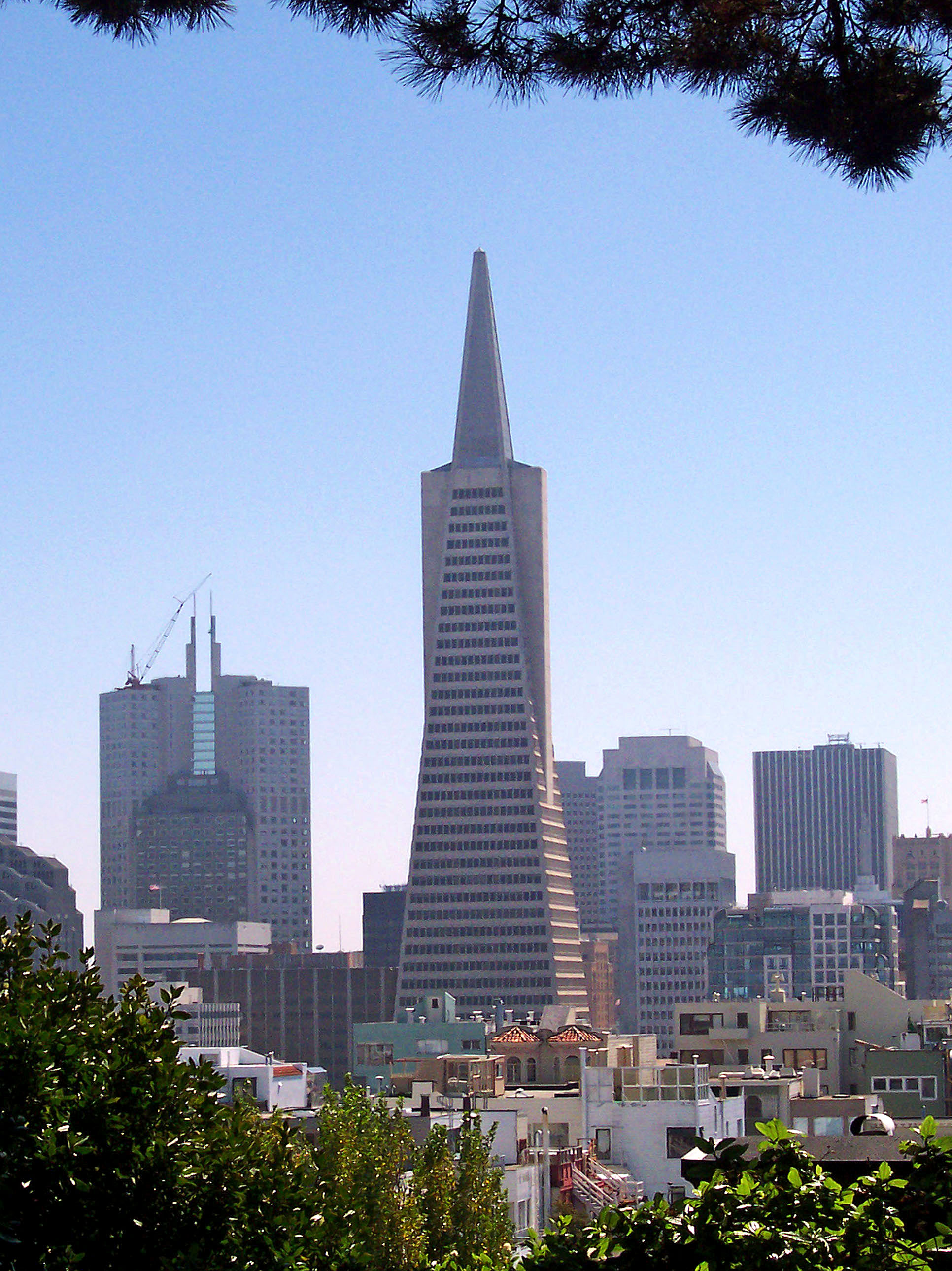
Transamerica Pyramid

Comme son nom l'indique, c'est le centre des affaires de San Francisco, reflet de la puissance économique et financière de la Californie. Situé au nord-est de la péninsule, il se dessine selon un plan orthogonal et aligne des gratte-ciel dont l'architecture répond à un cahier des charges bien précis : hauteur, forme, normes paraséismiques... Construite en 1972, la Transamerica Pyramid est devenue l'un des symboles de la ville et la tour la plus haute. Le Financial District a connu un fort regain de développement dans les années 1970, malgré l'opposition d'une partie de la population. Le bâtiment de la Bank of California, construit au début du XIXe siècle, est l'un des plus anciens du quartier. Les activités tertiaires animent le quartier le jour : banques, sièges sociaux d'entreprises et galeries marchandes. Montgomery Street, qui traverse le quartier, est parfois surnommée la Wall Street de l'Ouest.

### Fisherman's Wharf
Le quartier s'étend de la rive nord de San Francisco à Ghirardelli Square au sud, et de Van Ness Street East à Pier 39 d'est en ouest. Très prisé des touristes, ce secteur est en partie célèbre pour ses différents musées, dont celui de la Marine.

### Japantown
Le quartier japonais de San Francisco est beaucoup plus restreint et récent que le quartier chinois. On peut admirer la pagode de la paix (Peace Pagoda) et le théâtre Kabuki. Environ 12 000 Japonais ou nippo-américains y résident. Ils étaient beaucoup plus nombreux avant l'attaque de Pearl Harbor et les persécutions qui en découlèrent à partir de 1941.

### Mission Bay
Mission Bay est un ancien quartier de friches industrielles (125 hectares d'entrepôts et d'une gare de fret) en cours de reconversion. Il se situe à l'est de Potrero Hill, à 2 kilomètres au sud du centre des affaires, sur des terrains comblés sur la baie de San Francisco. Le nouveau quartier accueille des logements (dont 1 700 à loyer modéré), un nouveau campus universitaire de 18 hectares pour l'UCSF et des entreprises de biotechnologie, notamment Genentech.
La genèse du projet fut longue et difficile depuis les années 1980 : le deuxième projet avait été dirigé par l'architecte Ieoh Ming Pei, mais il fut abandonné devant l'hostilité de la population qui refusa de nouvelles tours.

### Mission District
C'est le quartier le plus ancien de San Francisco : aménagé par les Espagnols, il doit son nom à la première mission espagnole fondée en 1791 (Mission Dolores).
Celle-ci a été le centre de l'évangélisation franciscaine dans la région. Mission accueille toujours une importante communauté hispanique. On y trouve une grande variété de peintures murales. Mission Dolores est également l'un des plus vieux bâtiments à San Francisco.
Si le quartier est une mosaïque de personnes d'origines diverses, la plupart des gens sont pauvres et de descendance latino-américaine. On y entend les langues espagnole, chinoise, arabe, grec, tgalog, samoane, russe, et d'Asie. Le quartier de Mission possède un micro-climat bien ensoleillé grâce aux collines qui le préserve des brouillards. Il est bien connecté au reste de la ville grâce à un bon réseau de transport (deux gares de BART [le "Métro" de San Francisco]). La densité de population est supérieure à la moyenne de San Francisco (6 000 habitants par kilomètre carré selon le Bureau du Recensement américain). Le taux de criminalité est supérieur au reste de la ville. Il y a aussi des clubs de mode sur les rues Valencia, avec ses clients jeunes, "techno-hip", relativement aisés. On y trouve une forte concentration de librairies indépendantes. Le quartier a subi les effets de la spéculation foncière : le prix minimum d'un appartement de deux pièces est de 500 000 dollars [393 500 euros], En novembre a lieu la procession nocturne de la fête des Morts, inspirée des traditions mexicaines.

### Nob Hill
Autre quartier résidentiel très chic et souvent cité dans les Chroniques de San Francisco d'Armistead Maupin. La cathédrale a été édifiée au début du XIXe siècle.

### Noe Valley
Le quartier est bordé par la 21e rue au nord, la 30e au sud, Dolores Street à l'est et Grand View Avenue à l'ouest. Noe Valley se trouve au sud du quartier gay de Castro, même si la limite n'est pas nettement établie. La partie qui se trouve au sud de Church Street est appelée "Pierre Valley".

### Pacific Heights
Il s'agit des beaux quartiers de San Francisco : de somptueuses villas y ont été édifiées à partir du XIXe siècle. Par exemple, on peut voir une magnifique demeure de 16 pièces construite sur les plans de l'architecte Frank S. Van Trees en 1899. Certaines de ces maisons ont survécu au séisme de 1906 et ont une vue sur l'océan Pacifique grâce à des oriels en demi-cercles. Au pied des Pacific Heights se trouve la Marina où s'était tenue l'exposition Panama Pacific International de 1915. La Broadway Street est surnommée la grande allée blanche et fut dans les années 1960 le berceau de l'érotisme.

### Polk Gulch
Polk Gulch est la partie commerciale de Polk Street, qui s'étend approximativement entre California Street au nord et Geary Street au sud. Ce quartier étiré est bordé à l'est par le pied de Nob Hill, approximativement Hyde Street, et à l'ouest par Van Ness Avenue. Comme le Tenderloin voisin, c'est un quartier souvent défini par la prostitution (notamment de la part de transsexuels) et le trafic de drogue. L'association des commerçants du quartier a lancé en 2006 une campagne visant à promouvoir une nouvelle identité pour le quartier, Polk Village.

### South of Market
Également abrégé SoMa, ce quartier est situé au sud de la grande artère de Market Street. Autrefois constitué de friches industrialo-portuaires, il est aujourd'hui constitué d'ateliers et d'entrepôts souvent reconvertis en bureaux. Entre 1995 et 2001, SOMA fut un lieu d'accueil pour le boom économique et immobilier.

### Tenderloin
Tenderloin, San Francisco (en)